# Hugo von Nordeck zur Rabenau

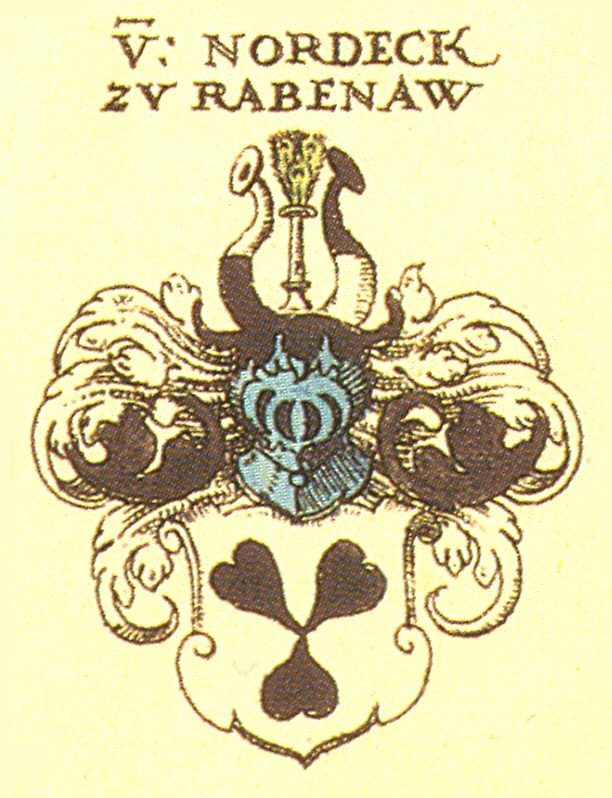
Wappen der Nordeck zur Rabenau aus Johann Siebmachers Wappenbuch

Hugo Leopold Georg Valentin Freiherr von Nordeck zur Rabenau (* 16. April 1755 in Neustadt (Hessen); † 20. April 1832 ebenda) war ein königlich-kaiserlicher Hauptmann, Gutsbesitzer auf Rüddingshausen (Landkreis Gießen) und Neustadt (Hessen), Mitherr auf der Mittelburg zu Rabenau.

## Familie
Seine Eltern waren Conrad Christoph Benedikt Wolfgang Joseph von Nordeck zur Rabenau (1713–1781) und Maria Elisabeth Schütz von Holzhausen (1719–1759).
Als 25-Jähriger heiratete er am 10. September 1780 in Brügge (Flandern) die 22-jährige Therese Bassilia de Huldenberghe van der Borch (* 12. Juli 1758 in Brügge; † 29. Januar 1823 in Neustadt (Hessen)). Sie war die Tochter des Anton de Huldenberghe van der Borch, Ratsherr und Schöffe in Brügge, und der Michelle Duchamps.
Das Ehepaar Hugo und Therese hatten nachstehende Kinder:
- Louise (1785–1865) ⚭  Carl von Schutzbar genannt Milchling aus Neustadt (Hessen)
- Caroline(1787–1837)

⚭ Freiherr Carl Joseph von Rosenbach († 1806)
⚭ Freiherr Johann Jacob von Zwierlein († 1815)
- Friedrich Joseph Kilian (1793–1863), hessischer General und Politiker und ehemaliger Abgeordneter der 1. und 2. Kammer der Landstände des Großherzogtums Hessen ⚭ 27. Oktober 1829 in Frankfurt am Main Freiin Ernestine Therese Leopoldine von Zwierlein (1810–1871), Tochter seiner älteren Schwester Carolin  (1787–1837)
- Charlotte (1785–1872) ⚭ Germani Berna, Bankier in Frankfurt am Main
- Wilhelm Johannes Friedrich Karl (1798–1862), Solms-Braunfelsischer Revierförster und Forstmeister in Hungen und später Umstadt, 1838–1841 Abgeordneter im Hessischen Landtag, 2. Kammer